# Quasi-Park Narodowy Tanzawa-Ōyama
Quasi-Park Narodowy Tanzawa-Ōyama (jap. 丹沢大山国定公園 Tanzawa-Ōyama Kokutei Kōen) – quasi-park narodowy w regionie Kantō na Honsiu w Japonii.
Jest sklasyfikowany przez IUCN jako chroniący krajobraz (kategoria V). Park obejmuje góry Tanzawa, tamę i sztuczne jezioro Miyagase, okoliczne lasy, Wielki Wodospad Hayato i miejsce kultu religijnego – szczyt Ōyama (1252 m n.p.m.)
W maju 1960 roku, obszar o powierzchni 38 762 ha w zachodniej części prefektury Kanagawa został wyznaczony jako Park Prefektury Kanagawa. Centralna część tego obszaru została dodatkowo ustanowiona quasi-parkiem narodowym w dniu 25 marca 1965 roku.
Podobnie jak wszystkie quasi-parki narodowe w Japonii, park jest zarządzany przez władze prefektury.